# Doris Pack

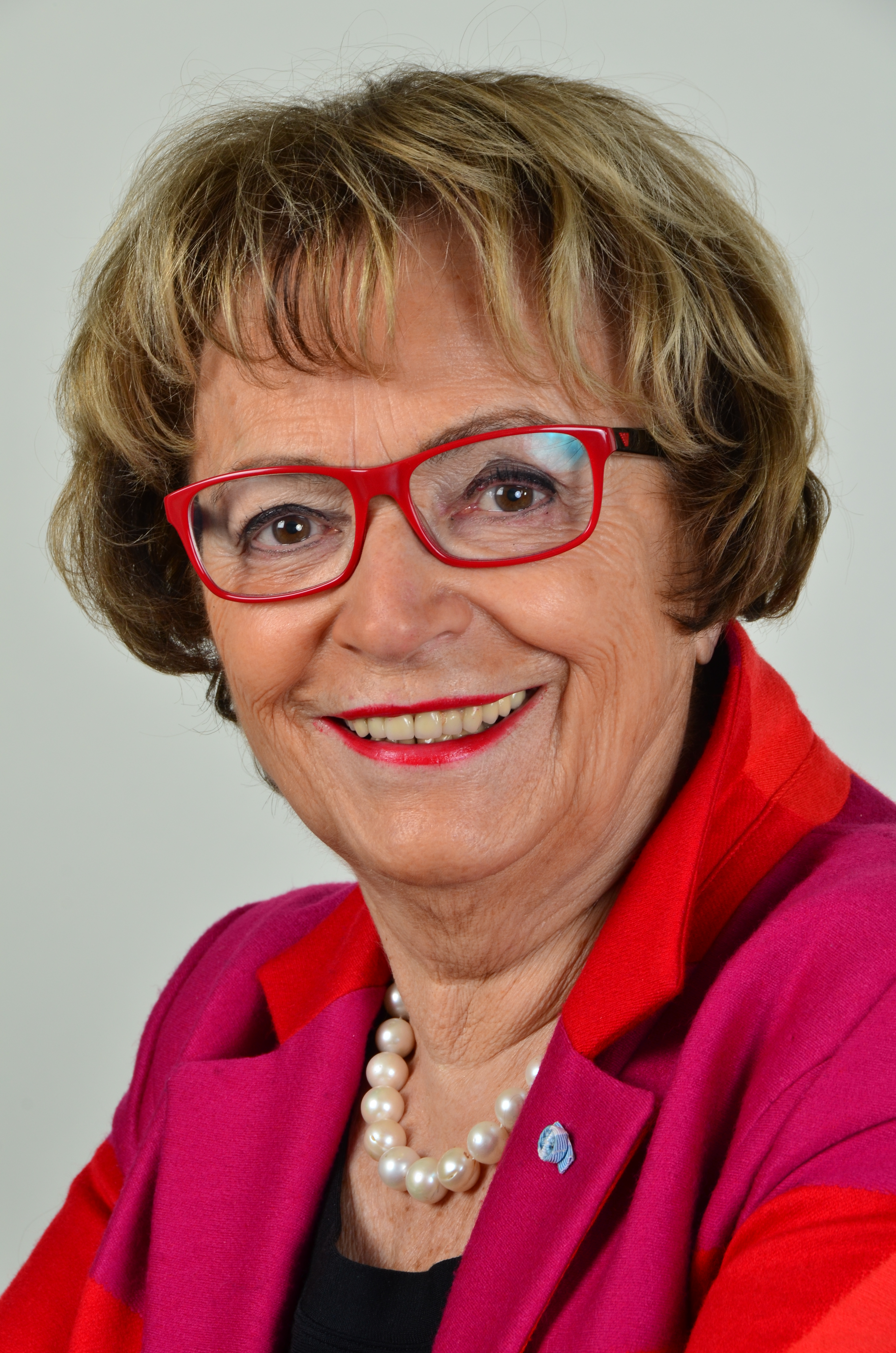
Doris Pack, vor 2015

Doris Pack, geborene Schmitt (* 18. März 1942 in Schiffweiler), ist eine deutsche Politikerin (CDU) und ehemalige Lehrerin. Von 1974–1983 und 1985–1989 war sie Mitglied des Bundestags, von 1989–2014 Mitglied des Europäischen Parlaments und dort Vorstandsmitglied der EVP-Fraktion. Zudem ist sie Präsidentin der Frauenvereinigung der Europäischen Volkspartei.
Sie war von 2009 bis 2014 Vorsitzende des auch für Jugend, Medien und Sport zuständigen Ausschusses für Kultur und Bildung im Europäischen Parlament und Mitglied der Südosteuropadelegation, die sie bis 2009 leitete. Außerdem leitete sie von März bis Juli 2014 die Konferenz der Ausschussvorsitze, die mit dem Präsidium des Europäischen Parlaments zusammenarbeitet.

## Leben
Nach ihrem Abitur im Jahr 1962 studierte Doris Pack an der PH Saarbrücken Pädagogik und legte 1965 und 1967 ihre Lehrerinnenprüfungen ab. Von 1965 bis 1974 war sie im Schuldienst als Grund- und Hauptschullehrerin in Ottweiler und Bübingen (Saarbrücken) tätig. 1967 bis 1974 war sie für die CDU, der sie 1962 beigetreten war, Mitglied im Gemeinderat von Bübingen, danach ab 1976 im Stadtrat von Saarbrücken. Von 1974 bis 1983 (VII. Wahlperiode) sowie erneut von 1985 bis 1989 (VIII. Wahlperiode, Landesliste Saarland) war sie Mitglied des Bundestags, von 1981 bis 1983 sowie von 1985 bis 1989 außerdem Mitglied der Parlamentarischen Versammlung des Europarats und der Westeuropäischen Union. Von 1983 bis 1985 arbeitete sie als Rektorin im saarländischen Kultusministerium.
Bei der Europawahl 1989 wurde Doris Pack erstmals ins Europäische Parlament gewählt, wo sie sich der Fraktion der Europäischen Volkspartei (EVP) anschloss, zu der die CDU gehört.
Sie war bis 2014 Mitglied der Delegation für die Beziehungen zu den Staaten Südosteuropas (frühere Jugoslawien-Delegation).
1992 bis 2009 war Pack Koordinatorin der EVP-Fraktion im Ausschuss für Kultur und Bildung, ehe sie dessen Vorsitz übernahm.
Schwerpunkte ihrer Arbeit sind Bildungs-, Kultur- und Jugendpolitik sowie die Beziehungen zu den Staaten des westlichen Balkans.
Für Bosnien-Herzegowina war Pack ständige Berichterstatterin des EU-Parlaments. Für das Programm Erasmus+ war sie Berichterstatterin und Verhandlungsführerin des Europäischen Parlaments.
Im Jahr 2014 beendete sie ihre Arbeit im Europäischen Parlament.
Doris Pack ist katholisch, geschieden und hat zwei Kinder.

## Sonstige Ämter
- Doris Pack ist Vorsitzende des Advisory Boards der Initiative A Soul for Europe, Vorsitzende der Stiftung für deutsch-französische kulturelle Zusammenarbeit sowie der Europäischen Kinder- u. Jugendbuchmesse.
- Pack ist ferner Präsidentin des Volkshochschulverbandes Saar, ehemaliges Mitglied des ZDF-Fernsehrats, stellvertretende Vorstandsvorsitzende der Europäischen Akademie Otzenhausen und Vorsitzende des Beirats der Wirtschaftshochschule VERN in Zagreb.
- 2014 wurde sie vom Präsidium des Europäischen Parlaments zur Koordinatorin des LUX-Filmpreises ernannt.[3]
- Doris Pack ist Mitglied des Kuratoriums des Instituts für europäische Partnerschaften und internationale Zusammenarbeit (IPZ) in Hürth
- Sie ist außerdem Präsidentin des Robert-Schuman-Instituts in Budapest.[4]
- Seit 2015 ist Doris Pack Generalsekretärin des Deutsch-Französischen Kulturrats.[5]

## Mitgliedschaften
Pack ist Mitglied der Europa-Union Parlamentariergruppe Europäisches Parlament und der Konrad-Adenauer-Stiftung.

## Ehrungen und Auszeichnungen (Auswahl)
- 1985 Bundesverdienstkreuz am Bande
- 1997 Kroatischer Fürst-Trpimir-Orden
- 1998 Bundesverdienstkreuz 1. Klasse
- 1998 französischer Ordre international du mérite
- 2002 Orden der Republik Albanien
- 2006 Großes Goldenes Ehrenzeichen für Verdienste um die Republik Österreich[6]
- 2007 Ehrendoktorwürde der Universität Zadar (Kroatien)
- 2008 Toleranzpreis des Parlamentes der Vojvodina (Serbien)
- 2009 Preis der Stadt Pogradec (Albanien)
- 2010 Ehrendoktorwürde der Universität Pristina (Kosovo)
- 2011 Komtur des Treudienst-Ordens
- 2011 Jean-Monnet-Award des Europäischen Universitätsrates
- 2012 Chevalier de la Légion d’Honneur (Ritterin der Ehrenlegion)[7]
- 2013 Mérite Européen
- 2013 Medaille für europäische Kommunikation der Staatlichen Pädagogischen Dragomanov Universität (Kiew/Ukraine)
- 2014 Robert-Schuman-Medaille
- 2015 Skanderbeg-Medaille